# Спановскис, Харий
Харий Спановскис (латыш. Harijs Spanovskis; 28 февраля 1958 — 14 ноября 2013) — советский и латвийский актёр театра и кино.

## Биография
Харий Спановскис родился 28 февраля 1958 года в Риге. Учился в рижской средней школе № 50. После школы поступил на юридический факультет Латвийского университета и параллельно учился в Народной студии киноактёров на Рижской киностудии.
После второго курса бросил университет и поступил в студию при театре «Дайлес», которую закончил в 1982 году, одновременно получив высшее образование на театральном факультете Латвийской консерватории по специальности «Профессиональный актёр театра и кино».
Уже с 1974 года участвовал в спектаклях театра «Дайлес», а в 1982 году после окончания студии вошёл в труппу театра, где сыграл почти 80 ролей.
Кроме игры в театре, также снимался в кино и на телевидении.
Умер 14 ноября 2013 года после тяжёлой болезни. Похоронен на кладбище Райниса в Риге.

## Творчество

### Работы в театре
- 1974 — «Последний барьер» инсценировка рассказа Андрея Дрипе

### Фильмография
1. 1978 — Твой сын — Жанис
2. 1980 — Три дня на размышление (латыш. Trīs dienas pārdomām, Рижская киностудия) — Алвис Грауд, лейтенант милиции (в титрах Харий Спановский)
3. 1982 — Блюз под дождём (латыш. Lietus blūzs, Рижская киностудия)
4. 1982 — Моя семья (латыш. Mana ģimene, Рижская киностудия; 2-я серия) — эпизод
5. 1983 — Каменистый путь — эпизод
6. 1988 — О любви говорить не будем (латыш. Par mīlestību pašreiz nerunāsim, Рижская киностудия) — Фредис
7. 1989 — Тапёр (латыш. Tapers, Рижская киностудия) — Фред
8. 1992 — Дуплет (латыш. Duplets, «Deckrim Rīga», Латвия)
9. 1992 — Балтийская любовь (эст. Balti armastuslood, ExitFilm, Эстония) — сосед
10. 2000 — Мистерия старой управы (латыш. Vecās pagastmājas mistērija, Рижская киностудия, Латвия) — эпизод
11. 2012 — Отстегните ремни (Интер, Украина) — Гаврилов, врач